# Orbais-l'Abbaye

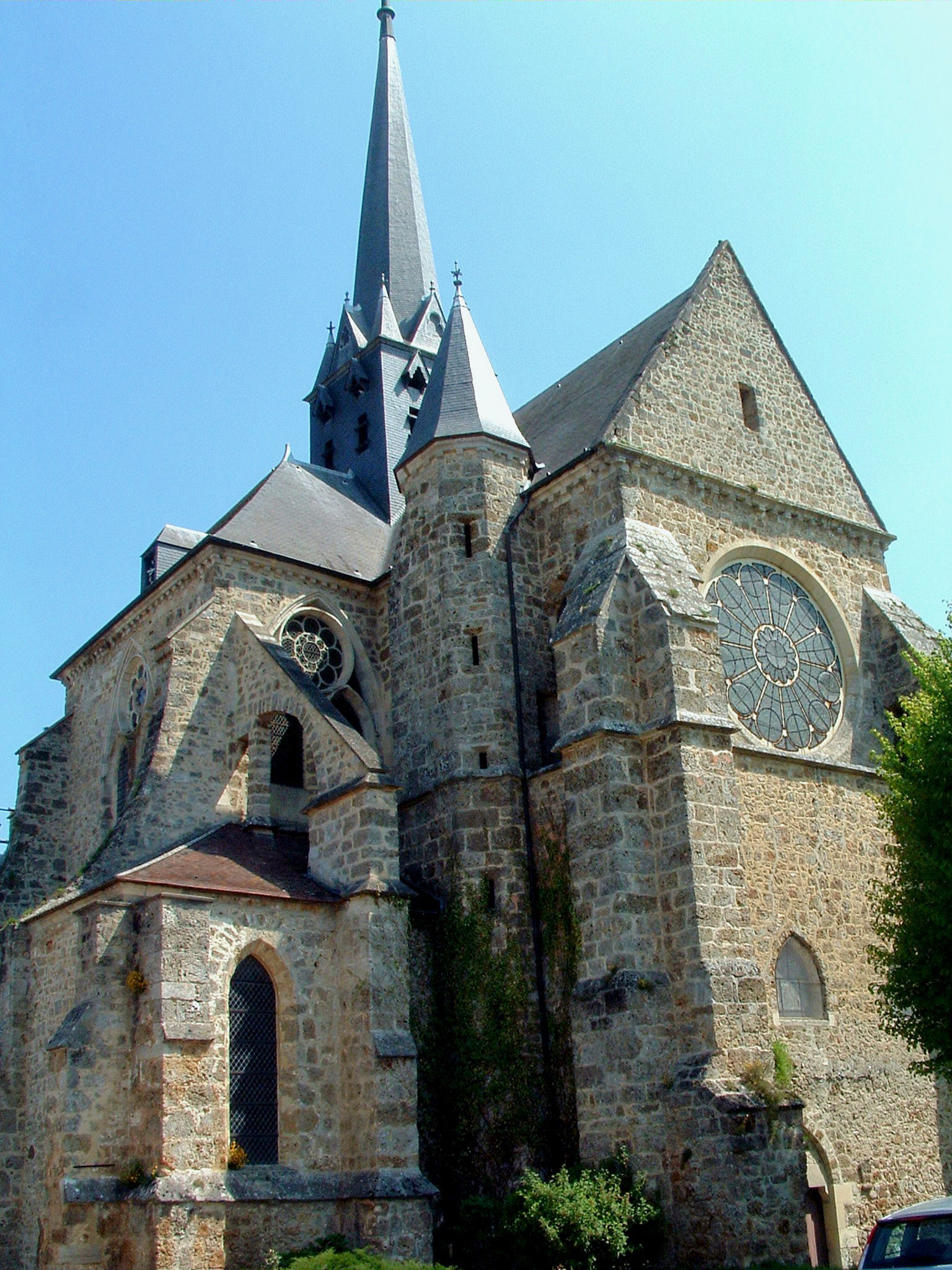
L'abbazia

Orbais-l'Abbaye è un comune francese di 595 abitanti situato nel dipartimento della Marna nella regione del Grand Est.

## Società

### Evoluzione demografica
Abitanti censiti